# Scharlakansröd sydhake
Scharlakansröd sydhake (Petroica boodang) är en fågel i familjen sydhakar inom ordningen tättingar.

## Utseende
Scharlakansröd sydhake är en relativt stor medlem av familjen. Hanen är svart ovan, med svart också på huvud och haka, men med en stor vit fläck ovan näbben. På bröstet och buken är den lysande scharlakansröd. På de svarta vingarna syns stora vita vingpaneler. Även honan har en vit fläck ovan näbben, men är brunaktig ovan och ljus under, med roströd fläck på bröstet och mörk vingovansida med ljus vingpanel. 

## Utbredning och systematik
Scharlakansröd sydhake förekommer i Australien. Den delas in i tre underarter med följande utbredning:
- Petroica boodang campbelli – förekommer i sydvästra Western Australia
- Petroica boodang leggii – förekommer i Tasmanien och öarna i Furneauxöarna (Bass Strait)
- Petroica boodang boodang – förekommer i sydöstra Australien (sydöstra Queensland till sydöstra South Australia

## Levnadssätt
Scharlakansröd sydhake hittas både i öppet skogslandskap samt i jordbruksbygd och gräsmarker. Den ses ofta sitta lågt, plockande insekter från marken.

## Status och hot
Arten har ett stort utbredningsområde, men tros minska i antal, dock inte tillräckligt kraftigt för att den ska betraktas som hotad. Internationella naturvårdsunionen IUCN listar arten som livskraftig (LC).

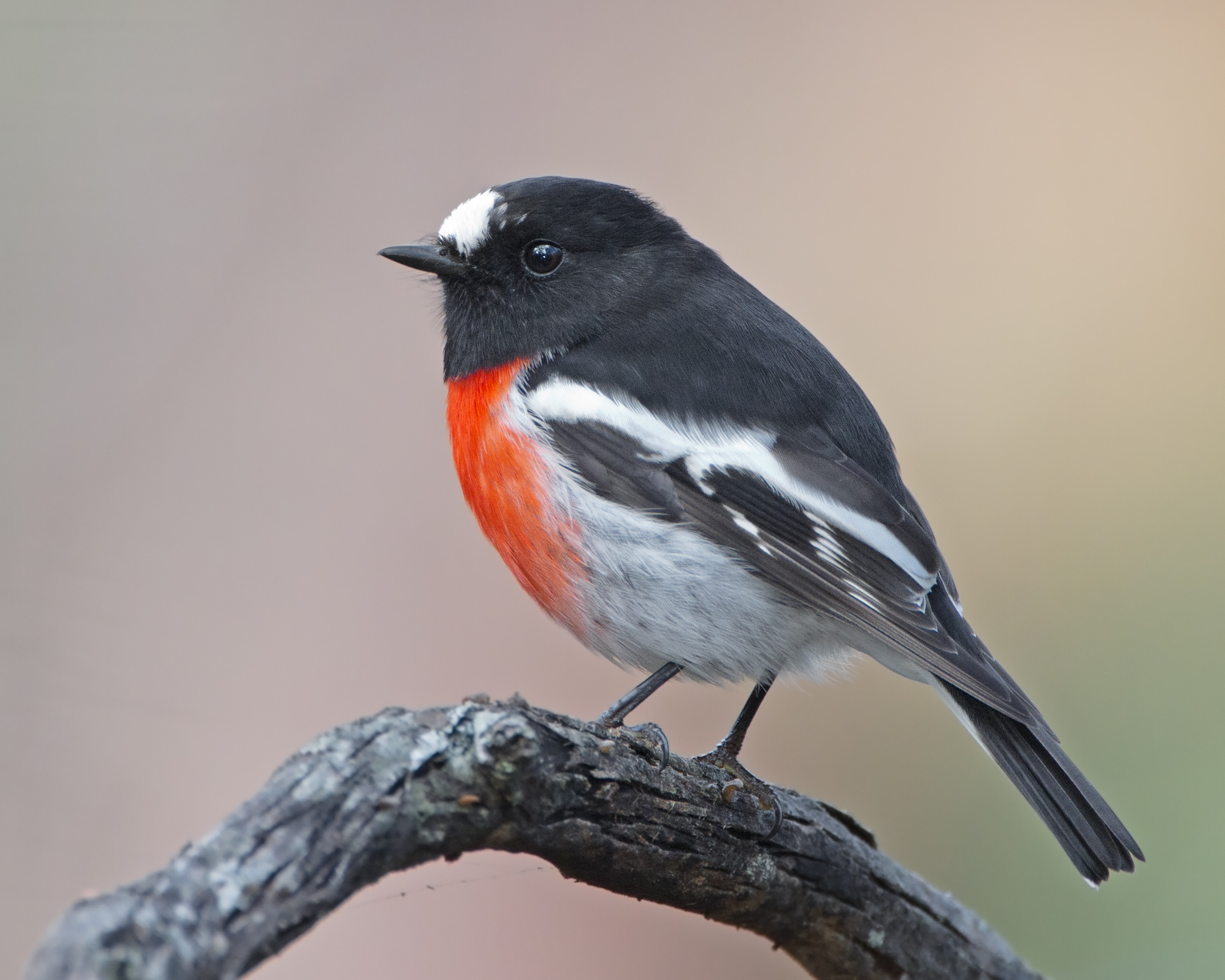
Hane
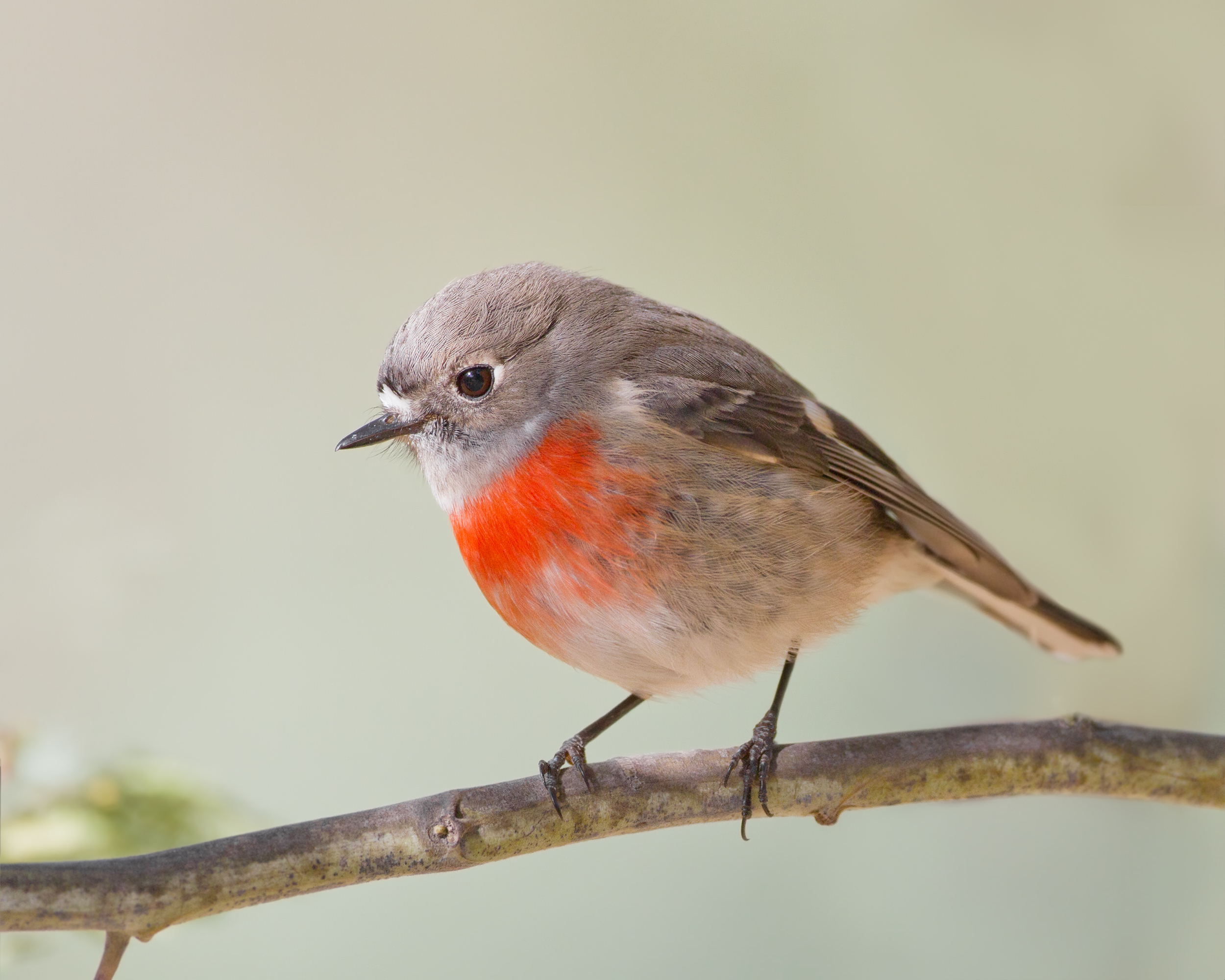
Hona